# Битка на Оронту
Битка на Оронту одиграла се 15. септембра 994. године између Византијског царства са једне и Фатимида са друге стране. Битка је део Византијско-арапских ратова, а завршена је муслиманском победом.

## Позадина
У периоду 990-тих, Византијско царство и Фатимиди били су умешани у рат који се водио у Сирији, који је такође увукао и вазалну државу византије Алепо, којом је управљала Хамданидска династија. У периоду 993/994. год, Фатмидски гувернер Дамаска, турски генерал Маџутакин, опсео је Апамеју, и Бортцес, да би затим византијски дукс Антиохије, пристигао у помоћ ослабљеној одбрани како би ослободио град опсаде.

## Битка
Византијске снаге предводио је Михаило Буркес, а арапске Манџутакин, турски везир Дамаска. Повод за битку је Манџутакиново пустошење хамданидског упоришта Апамеје. Византинци су Хамданидима послали у помоћ војску под Буркесом. Манџутакин је искористио раздвојеност савезника како би их на два места код реке Оронт страховито потукао. Страдало је преко 5000 војника. Због овог пораза, византијски цар Василије II сменио је Буркеса са места команданта византијске војске на истоку. На његово место дошао је Дамјан Даласенос.

## Последице
Убрзо након битке , Фтмидски калифат преузео је контролу над Сиријом, уклањајући моћ Хамданида која је била доминантна још од 890. год. Манџутакин је отишао да заузме Азаз и наставио са опсадом Алепа.[5]
Овај пораз довео је до директног учешћа Византијског цара Василија II у муњевитом походу наредне године, и до Борцесове смене и његове замене Дамјаном Даласеносом.